# 脂质过氧化

脂过氧化的机理。

脂質过氧化（英語：Lipid peroxidation），即脂类氧化降解的一种过程。反应中，引发剂自由基（如氢氧自由基等活性氧物种）首先夺取不饱和脂的烯丙位氢，产生相应的自由基。该自由基再与氧分子作用，生成相应的过氧自由基，它夺取另一分子的烯丙位氢，转化为氢过氧化物。
过氧化是链反应，常见于多不饱和脂肪酸中，产物可能具有致癌和致诱变性。因脂类是细胞膜的组分，脂的过氧化如果不经控制可能会有灾难性的后果。体内由维生素E、超氧化物歧化酶、过氧化氢酶、过氧化物酶等控制这一过程。